# Edmond Baraffe
Edmond Baraffe (Annœullin, 1942. október 19. – 2020. április 19.) válogatott francia labdarúgó, edző.

## Pályafutása

### A válogatottban
1964–1966 között három alkalommal szerepelt a francia válogatottban. Részt vett az 1966-os világbajnokságon.